# Carlijn Schoutens
Carlijn Schoutens (Trenton, 12 de diciembre de 1994) es una deportista estadounidense que compite en patinaje de velocidad sobre hielo.
Participó en los Juegos Olímpicos de Pyeongchang 2018, obteniendo una medalla de bronce en la prueba de persecución por equipos (junto con Heather Bergsma, Brittany Bowe y Mia Manganello).

## Palmarés internacional
| Juegos Olímpicos | Juegos Olímpicos            | Juegos Olímpicos  | Juegos Olímpicos        |
| Año              | Lugar                       | Medalla           | Prueba                  |
| ---------------- | --------------------------- | ----------------- | ----------------------- |
| 2018             | Pyeongchang (Corea del Sur) | Medalla de bronce | Persecución por equipos |